# SO505i
mova SO505i（ムーバ・エス オー ごー まる ごー アイ）は、ソニー・エリクソン・モバイルコミュニケーションズ（現・ソニーモバイルコミュニケーションズ）が開発した、NTTドコモによる第二世代携帯電話 (mova) 端末製品。

## 概要
505iシリーズとしてD505i(三菱電機)に次ぎ、2番目に発売された。外部メモリーはメモリースティック Duo（128MBまで：ドコモ発表）対応である。
180°スタイル（ワン･エイティ スタイル）と呼ばれる、スナップターン式の開閉方式を採用した。auではリボルバースタイルなどと呼ばれる。回転式ボディはSO505iS、SO506iCに引き継がれている。弱点として、ボディがこの機構とメガピクセル級のカメラの搭載により、かつて無いほどまでに厚くなり、当時としては相当厚い33mmとなってしまった。また電池持ちも悪いという不満の声もあった。重量も145gと比較的重たかった。当時のジンクスとして「140gを超えると売れない」と言われていたが、後記する「電話機能付きデジタルカメラ」のコンセプトが評価された事により売れ、新規即解約してデジタルカメラとして使う人が続出した。
カメラ性能は携帯電話では当時では最高の、130万画素CCDを搭載し、メガピクセル時代の到来を警笛した。デジタルカメラスタイルの撮影ボタン配置を採用した最初の機種でもある。
iアプリは「i絵文字メール」、「ケータイポストペットSO」、「TVリモコン」、「フォトスタンド」、待受画面対応iアプリとして2種類の時計「LEDJAVa_SO505i」「UNION_SO505i」がプリインストールされている。
505iシリーズ共通の特徴として、Flashの対応、ブラウザの1ページあたりのサイズの拡大、iアプリも強化され、iアプリDXにも対応するようになった。
QVGA液晶を採用しているが、文字は従来機種のものを拡大させて表示しているため、やや粗い表示になっている。

## 歴史
- 2003年3月20日: 電気通信端末機器審査協会 (JATE) による審査を通過（認定番号: 01WAA1085）。
- 2003年3月24日: 技術基準適合証明 (TELEC) による審査を通過（証明記号: A03-0156JP/J03-0023）。
- 2003年4月8日: D505i・N505i・P505i・SH505i とともに mova505i シリーズの開発を発表。
- 2003年6月4日: SO505i 発売。
  - 2012movaサービス終了で使用はこの日限りとなる。

## 不具合
- 2003年6月5日: 2003年5月までに製造された機種に、メール操作中にボタンが効かなくなる不具合が有る事が発表された。7月10日よりソフトウエアの書き換えを開始した。対象機種は12万5000台。